# Hydrema MCV 910
Hydrema MCV 910 (Mine Clearing Vehicle) — це данська машина для розмінування, яка призначена для знешкодження протипіхотних або протитанкових мін з вибуховою речовиною вагою до 10 кілограм. Вона створена данською компанією Hydrema, яка також спеціалізується на проєктуванні та випуску будівельної та сільськогосподарської техніки. На американському ринку вони називаються М1271 Area Mine-Сlearing System.

## Загальний опис
Машина може знешкодити смугу до 3,5 метрів завширшки на щільному ґрунті типу шляхів і під'їзних колій або інших типах ґрунту. Знешкодження виконується за допомогою ланцюгів, що обертаються, котрі, вдаряючись об ґрунт, підривають замасковані у ґрунті міни. Протягом процесу розмінування, гідростатична система веде тральщик у зворотньому напрямку руху (тобто майже «заднім ходом»). Процес знешкодження може здійснюватися вручну за допомогою джойстика чи автоматично за допомогою сучасної комп'ютеризованої системи автопілота.
Машини перебувають на озброєнні в країні-виробниці цієї техніки — Данії. Армія Королівства закупила 16 одиниць техніки, ще одна машина була поставлена на баланс МНС. 24 машини є в Індії, це техніка у війську найбільшої за населенням держави на планеті закуплена в модифікації MCV-2. 9 тральщиків придбала Норвегія, 6 — Сінгапур.
Крім того, кілька одиниць військової техніки було виготовлено на замовлення міжнародних неурядових організацій, вони активно застосовуються для розмінування територій у зонах уповільнених локальних конфліктів.
Однак найбільшим покупцем Hydrema MCV910 стали Сполучені Штати Америки, для яких компанія-виробник виготовляє машини за спецконтрактом. У 2014 році армія США уклала довгострокову угоду, відповідно до якої Данія взяла на себе зобов'язання впродовж 5 років поставити замовнику 41 тральщик.

## Будова
Hydrema володіє металевим захисним щитком та важкими ланцюгами, що обертаються на великій швидкості, аби розкопати та під час контакту знищити (підірвати) міни. «Молотилка» складається з 72 ланцюгів з вантажами (хоча, за потреби, можливе застосування більшої кількості ланцюгів), які можуть крутитися у будь-яких напрямках.
Дані ланцюги прикріплені до обертової осі (ротора) і утворюють систему бойкового трала. Ротор приводиться в дію гідравлічно, а заглиблення в ґрунт бойкового трала регулюється вручну або автоматично. Рама виготовлена зі сталі з високою міцністю на розрив, що робить її міцною та стійкою до ударів та осколків.
Пластина щитка, виготовлена з броньованої сталі, розташована позаду транспорту. Це гарантує надзвичайно високий захист від вибухів та уламків, перешкоджаючи їхньому потраплянню у кабіну тральщика. Перед початком процесу автоматичного знешкодження водій обирає декілька параметрів на моніторі, наприклад, тип ґрунту, а налаштування глибини проникнення ланцюгів та пластини щитка встановлюються автоматично.
У цій машині розмінування встановлено два турбовані дизельні силові агрегати Perkins 1006-6TW, сукупна потужність яких становить 185 кінських сил. Основним є двигун, який необхідний для переміщення машини, другий — призначений для приведення в дію агрегату, що і називається «молотаркою».